# Хронологія російського вторгнення в Україну (червень 2023)
Ця стаття є частиною хронології повномасштабного російського вторгнення в Україну з 24 лютого 2022 року, яка є частиною хронології російської збройної агресії проти України з 2014 року.
Про події попереднього місяця — див. Хронологія російського вторгнення в Україну (травень 2023), наступного — див. Хронологія російського вторгнення в Україну (липень 2023)

## 1-10 червня

### 1 червня

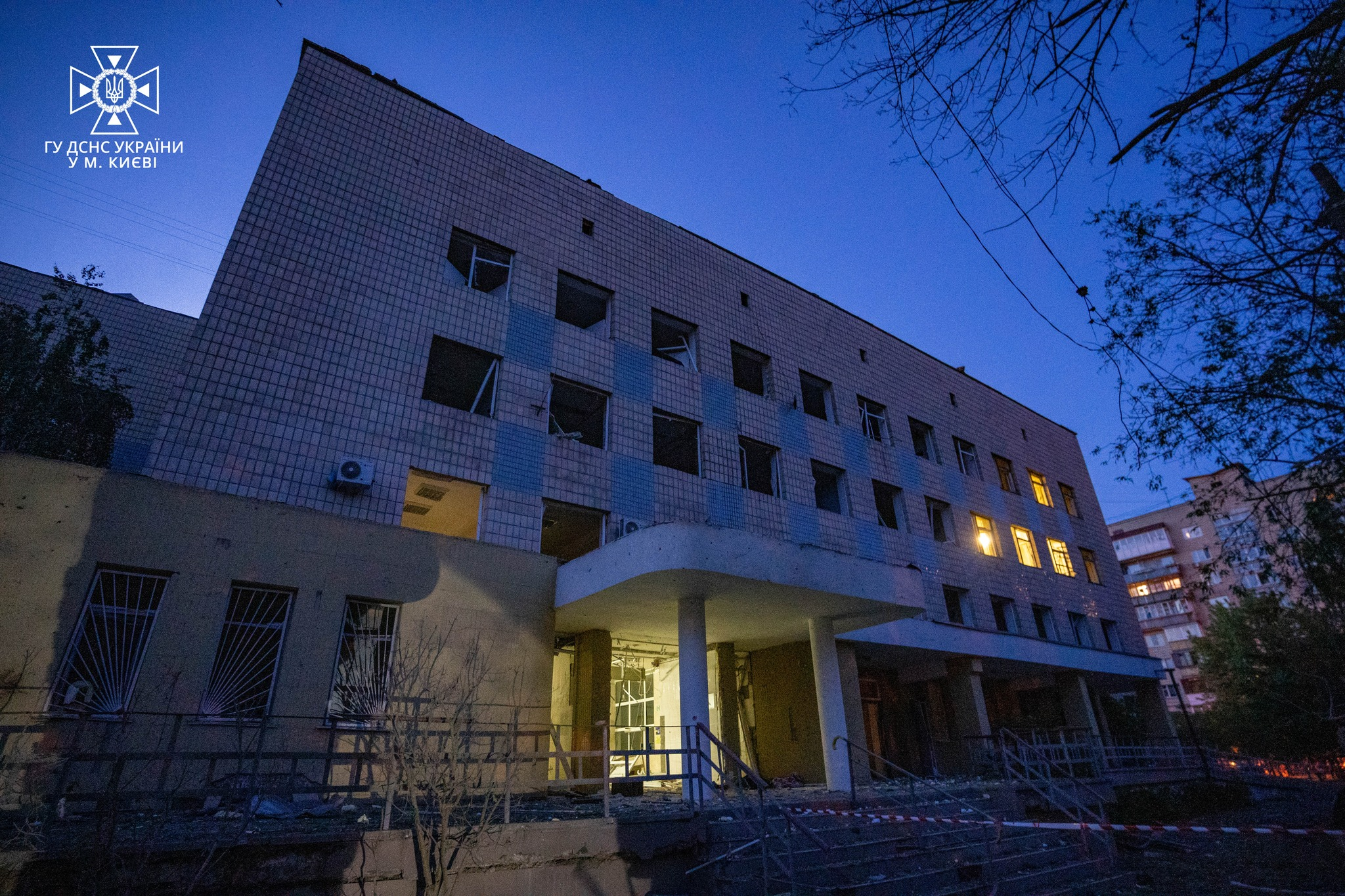
Поліклініка в Києві після влучання осколків ракети. 01.06.2023

В українському Генштабі повідомили, що Росія зосередила удари на напрямках Куп'янська, Лиману та Мар'їнки, де було відбито 25 атак. У напрямку Куп'янська російські терористичні війська здійснили безуспішні атаки на захід від Масютівки та біля Куземівки. У напрямку Лиману безуспішні обстріли велися в районі Білогорівки та Спірного. На Марджинському напрямку всі атаки в районі Марджинки були відбиті. Протягом доби росіяни здійснили 12 ракетних ударів, 46 авіаударів і 107 обстрілів українських позицій і населених пунктів (загинули та поранені мирні жителі, зруйнована інфраструктура). Українська авіація завдала 9 авіаударів по пунктах зосередження і 4 по зенітно-ракетних комплексах, артилерія вразила блокпост, зенітно-ракетний комплекс, 5 артилерійських одиниць і 9 районів зосередження. Крім того, російські терористи продовжили примусову паспортизацію в районах Херсонської області. 1 вересня російська окупаційна адміністрація призначила як кінцевий термін отримання російського паспорта з письмовою відмовою у видачі українського паспорта. Місцеві енергокомпанії повідомили, що підписувати нові договори на електроенергію можна лише за наявності російського паспорта. Громадянам України, які відмовлялися приймати російські документи, погрожували відключенням електроенергії, депортацією, конфіскацією майна та примусовим переселенням

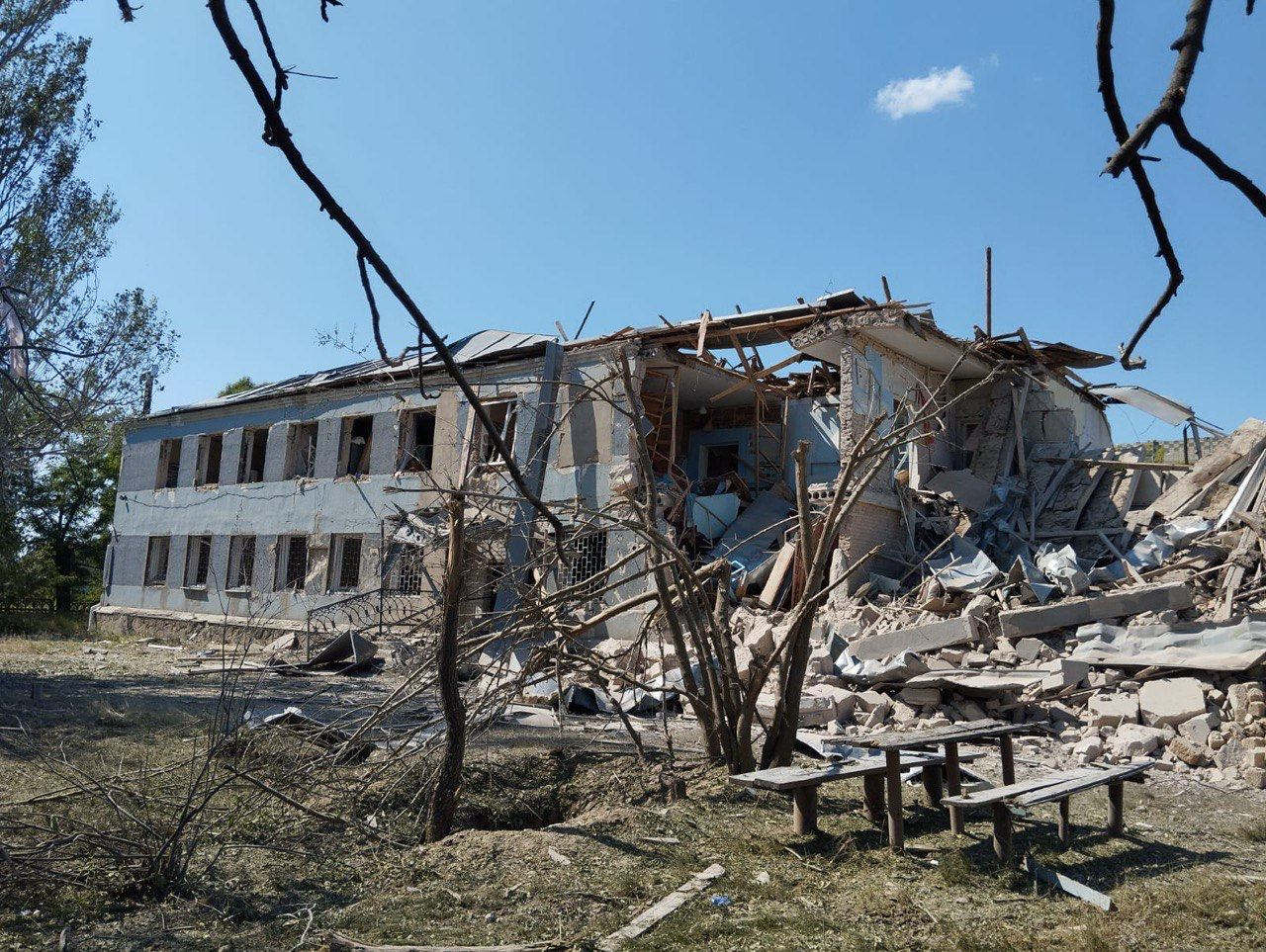
Школа в селі Одрадокам'янка після російського удару авіабомбою. 01.06.2023

О 2:45 ночі Росія завдала ракетного удару по Києву, в результаті якого загинули три людини, включаючи матір та 2 дитини; щонайменше 16 осіб отримали поранення. За повідомленнями, жертви намагалися потрапити в закрите бомбосховище, коли стався обстріл. Також повідомляється про руйнування у Дніпровському районі. За даними українських військових, було перехоплено 10 ракет «Іскандер», в тому числі сім «Іскандер-М» і три «Іскандер-К». Після трагедії з закритим укриттям відбулися ряд перевірок інших бомбосховищ.
Легіон «Свобода Росії» та Російський добровольчий корпус здійснили похід на Білгородську область.

### 2 червня
За даними Генштабу України, російські терористичні війська зосередили удари на напрямках Куп'янська, Лиману, Бахмута та Мар'їнки, де українці відбили 29 атак. У напрямку Куп'янська російські війська вели безуспішні атаки в районі Новоселевського. На Лиманському напрямку безуспішні обстріли велися в районі Макіївки та Спірного. На бахмутському напрямку безуспішні атаки велися біля Іванівського. На Мар'їнському напрямку в районі Мар'їнки відбито 14 атак; Росіяни зазнали значних втрат у людях і техніці. За 24 години Росія здійснила 17 ракетних ударів, 67 авіаударів і 91 обстріл. Військово-повітряні сили України здійснили 15 нальотів на місця зосередження та два по зенітно-ракетним комплексам; артилерія обстріляла командний пункт, два склади боєприпасів, дві станції радіоелектронної боротьби, радіолокаційну станцію та ракетний комплекс. У штабі також повідомили, що для поповнення втрат у живій силі росіяни продовжували використовувати різні способи схиляння власного населення до військової служби, в т.ч. в м. Заринськ представники правоохоронних органів проводили роз’яснювальну роботу серед умовно-достроково звільнених і пропонували підписати контракт на 3–5 місяців. Голова МВС України Ігор Клименко повідомив, що з лютого цього року почали формувати нові десантно-штурмові бригади. і заявки все ще приймалися до цих відділень. Наразі заявки подали близько 40 тисяч. людей.
В українській армії заявили про обстріл позицій російських окупантів у порту Бердянськ. Міський голова Іван Федоров підтвердив, що вибух стався в порту, через який окупанти перевозили награбоване майно. Окупаційна адміністрація визнала, що стався вибух, і запевнила, що «жертв і руйнувань немає».
В українській армії повідомили, що за ніч у столиці та її околицях було збито 15 російських крилатих ракет Х-101/Х-555 і 21 безпілотник «Shahed 136». Через падіння уламків постраждали двоє людей. За словами чиновників, також було пошкоджено п'ять приватних будинків. О 23:00 безпілотники прилетіли з півдня, використовуючи рельєф і русло Дніпра. О 3:00 ночі бомбардувальники Ту-95МС випустили крилаті ракети з Каспійського моря. Пізніше того ж дня відбулася ще одна атака, і українські військові заявили, що всі 15 ракет і 18 безпілотників, запущених російськими рашистами, і близько 30 інших ворожих об’єктів були перехоплені. Двоє людей загинули і четверо отримали поранення внаслідок російського бомбардування у Ківшарівці. Стільки ж втрат зафіксовано під час наступу російських військ на Комишуваху. Пошкоджено багатоповерховий житловий будинок.

### 3 червня
За повідомленням українського Генштабу, російські терористичні війська продовжували спроби наступу на Куп'янському, Лиманському, Бахмутському та Мар'їнському напрямках, де було відбито 23 атаки. На Куп'янському напрямку російські терористичні війська провели невдалі атаки в районі Новоселівського. На Лиманському напрямку безуспішні обстріли відбулися в районі Білогорівки та Спірного. На Бахмутському напрямку безуспішні обстріли відбулися в районі Іванівського та Білої Гори. На Мар'їнському напрямку під Мар'їнкою українці відбили 11 атак, при цьому російські війська зазнали значних втрат у живій силі та техніці. Протягом доби росіяни здійснили два ракетних удари по Донецькій та Придніпровській областях ракетами «Іскандер», а також 30 авіаударів та 56 обстрілів українських позицій та населених пунктів. Українська авіація завдала 11 авіаударів по місцях зосередження бойовиків і шість — по зенітно-ракетних комплексах, а артилерія — по блокпосту, зенітно-ракетному комплексу, шести артилерійським установкам і трьом складам боєприпасів. Крім того, напередодні у Сватовому сталося дезертирство близько 40 російських військовослужбовців, які самовільно залишили свої позиції; до пошуків були залучені два російські гелікоптери та підрозділ росгвардії.
Внаслідок російського ракетного обстрілу ракетою «Іскандер-К» (запущеною бомбардувальником Ту-95МС з Каспійського моря) по двох двоповерхових будинків на околиці Дніпра загинула дворічна дівчинка, 22 людини отримали поранення середньої тяжкості та тяжкі поранення, в тому числі п'ятеро дітей; 17 осіб було госпіталізовано.
Губернатор Бєлгородської області В'ячеслав Гладков повідомив, що нібито в результаті українських обстрілів загинули дві людини. Портал «Медіазона» повідомив, що третій день триває рейд антипутінських бойовиків на Бєлгородську область, які обстріляли російське місто Шебекіно, в результаті чого загинули п'ятеро людей, 16 отримали поранення, зруйновано кілька будинків, бурсу, місцеві бізнес-центри та адміністративні будівлі. Обстрілу також зазнали села Нова Таволжанка і Тишанка.
В інтерв'ю The Wall Street Journal президент України Володимир Зеленський заявив, що Україна готова перейти в контрнаступ, заявивши: «Ми твердо віримо, що досягнемо успіху. Я не знаю, скільки часу це займе. Відверто кажучи, все може піти по-різному, зовсім не так, як ми собі уявляємо. Але ми це зробимо, ми готові». Він додав, що Росія має перевагу в небі і на фронті, і що за відсутності потужного озброєння «загине величезна кількість військовослужбовців», і заявив, що «ми хотіли б мати деякі речі, але ми не можемо чекати місяцями». За його словами, Україні потрібні додаткові батареї «Патріотів» для захисту міст і військ на передовій. У ЗСУ підтвердили, що українці сигналізують про свою готовність розпочати операції проти окупантів, зокрема, заступник міністра Ганна Маляр заявила, що «військові плани віддають перевагу тиші», що, на думку експертів, означає, що «українські чиновники почали впроваджувати більш жорсткий режим інформаційного мовчання» щодо дій української армії. Тим часом російські війська продовжували обмежені атаки вздовж лінії Куп'янськ — Сватове, а також на північний захід і південь від Кремінної. Регулярні російські війська, ймовірно, здебільшого розвантажували групу «Вагнера» в Бахмуті через низький темп атак. Російські терористичні війська сконцентрували обстріли на лінії Авдіївка — Донецьк біля Мар'їнки. Російські джерела повідомляють, що українці продовжують обмежені обстріли на заході Донецької області. Російські окупанти також продовжували облаштовувати оборонні позиції в Херсонській області.

### 4 червня
За даними генерального штабу України, РФ зосередилася на атаках на Куп'янському, Лиманському, Бахмутському та Мар'їнському напрямках, де українські війська відбили 29 обстрілів. На Куп'янському напрямку росіяни провели невдалі атаки в районі Новоселівського. На Лиманському напрямку безуспішні обстріли відбулися в районі Білогорівки. На Бахмутському напрямку невдалі обстріли відбулися поблизу Іванівського. На Мар'їнському напрямку українці відбили всі атаки поблизу Мар'їнки. Протягом доби Росія здійснила 14 ракетних ударів, 40 авіаударів та 51 обстріл українських позицій та населених пунктів (є жертви серед мирного населення та зруйнована інфраструктура). Українська авіація завдала 15 авіаударів по районах зосередження, а артилерія обстріляла три блокпости, два райони зосередження, чотири склади боєприпасів, два зенітно-ракетні комплекси та чотири станції радіоелектронної боротьби.
За повідомленням державних осіб, між 1:00 та 4:00 ранку Росія знову здійснила ракетний та безпілотний обстріл Києва. Українська армія повідомила, що протиповітряна оборона збила 4 з 6 крилатих ракет Х-101/Х-555 (запущених з бомбардувальників Ту-95МС над Каспійським морем) і 6 з 8 безпілотників «Shahed 136». Дві ракети влучили в аеродром поблизу Кропивницького. Також повідомлялося, що два безпілотники влучили в об'єкти інфраструктури в Сумській області. Також повідомлялося про вибухи в Сумах та в тимчасово окупованих містах Мелітополь та Бердянськ.

### 5 червня
Прикордонна служба України повідомила, що Росія зосередилася на атаках у напрямку Лиману, Бахмуту, Авдіївки, Мар'їнки та Шахтарська, де було відбито понад 40 атак. На Лиманському напрямку російські терористичні війська провели невдалі атаки в районі Білогорівки. На Бахмутському напрямку — безуспішні обстріли на Іванівському напрямку. За добу з обох напрямків загинуло понад 160 та поранено 230 військовослужбовців, знищено 28 одиниць техніки. На Авдіївському напрямку російські терористи здійснили невдалі обстріли поблизу Авдіївки, Сєвєрного та Невельського. На Маріупольському напрямку українські війська відбили численні атаки, завдавши противнику значних втрат (70 загиблих та 100 поранених, знищено 17 одиниць техніки). На Шахтарському напрямку були здійснені невдалі атаки на Велику Новосілку. Протягом доби Російська Федерація здійснила чотири ракетних удари, 64 авіаудари та 64 обстріли українських позицій та населених пунктів. Українська авіація завдала 19 авіаударів по районах зосередження і п'ять по зенітно-ракетних комплексах; артилерія завдала ударів по двох блокпостах, 12 районах зосередження, складу боєприпасів, зенітно-ракетному комплексу і 12 артилерійським установкам.
Заступник міністра оборони Ганна Маляр заявила, що наступальні дії відбуваються на окремих ділянках на сході України, але основні бої точаться під Бахмутом, де російські окупанти перебувають в обороні. Пізніше було додано, що підрозділи групи «Хортиця» просунулися на 200-1600 м в Оріхово-Василівці та Парасковіївці, а в Іванівському та Ключівці — на 100-700 м.

### 6 червня
Близько 2:50 ранку було знищено Каховську гідроелектростанцію.
За даними штабу, Росія атакувала в напрямку Лиману, Бахмуту та Мар'їнки, де українські війська відбили понад 30 атак. На Лиманському напрямку невдалі обстріли відбулися в районах Кремінної, Білогорівки та Берестового. На Бахмутському напрямку російські окупанти провели невдалі обстріли поблизу Ключівки. На Мар'їнському напрямку українці відбили усі 13 обстрілів під Мар'їнкою. Протягом доби російська армія здійснила 35 ракетних обстрілів із застосуванням крилатих ракет (всі збиті), 41 авіаудар та 57 обстрілів (є загиблі та поранені мирні жителі, зруйнована інфраструктура). Українська авіація завдала 17 авіаударів по місцях зосередження і чотири по зенітно-ракетних комплексах, а артилерія — по дев'яти блокпостах, чотирьох місцях зосередження, трьох складах боєприпасів, зенітно-ракетному комплексу, 14 артилерійських одиницях.

### 7 червня
Українська прикордонна служба повідомила, що російські терористичні війська продовжили атаки в напрямку міст Лиману, Бахмуту, Авдіївки та Мар'їнки, де було відбито близько 30 атак. На Лиманському напрямку невдалі атаки були здійснені в районі Веселого. На Бахмутському напрямку Росія провела невдалі обстріли у напрямку Оріхово-Василівки та Іванівського. На Авдіївському та Мар'їнському напрямках безуспішні обстріли велися в районі Авдіївки, Первомайського та Мар'їнки, де численні російські атаки були відбиті, завдавши значних втрат. Протягом дня Російська Федерація здійснила п'ять ракетних обстрілів, 48 авіаударів та 70 обстрілів. Українська авіація завдала 23 авіаудари по районах зосередження та чотири по зенітно-ракетних комплексах; артилерія завдала ударів по чотирьох блокпостах, дев'яти районах зосередження, п'яти складах боєприпасів, двох зенітно-ракетних комплексах та радіолокаційній станції. Штаб також повідомив, що російські війська виявилися неготовими до наслідків підриву дамби Нової Каховки, що призвело до втрат у живій силі, озброєнні та техніці; поранені, вбиті та зниклі безвісти були зафіксовані у 7-й повітряно-десантній дивізії та 22-му армійському корпусі. У цих частинах також було втрачено кілька складів з боєприпасами та провізією, бронемашини і транспортні засоби та інше військове майно. Одночасно з цим відбувалася масова евакуація цивільного населення з Каховки, під час якої люди виїжджали власним транспортом. Маршрути евакуації також використовувалися російськими військовими, які використовували місцевих жителів як живий щит. Двоє людей загинули в результаті атаки російського безпілотника на будинок у Сумській області.

### 8 червня

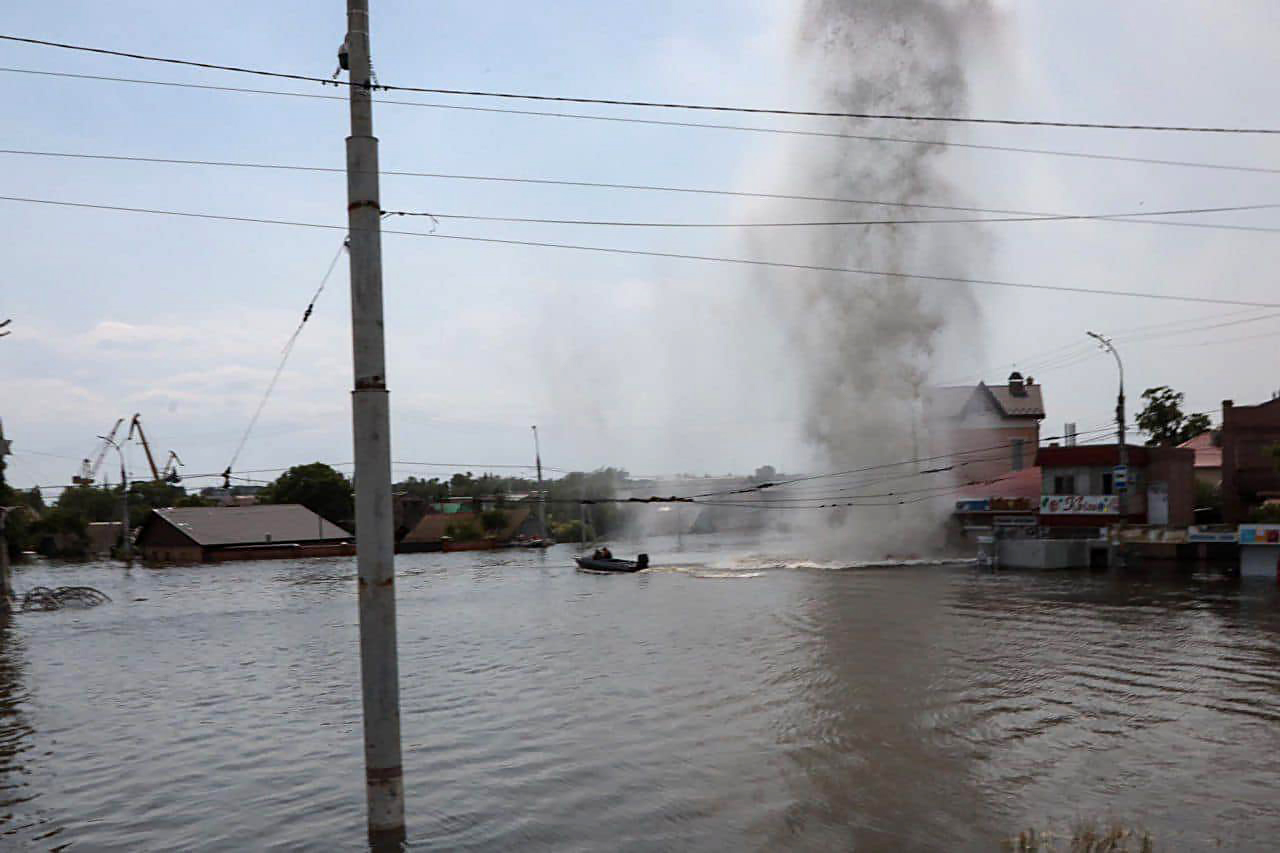
Корабельна площа в Херсоні: вибух після російського обстрілу під час евакуації мешканців. 8.06.2023

В українському штабі повідомили, що війська РФ зосередилися на атаках у напрямку Лиману, Бахмуту, Авдіївки та Мар'їнки, де тривали запеклі бої та було відбито 43 атаки. На Лиманському напрямку були проведені невдалі атаки в районі Веселого. На Бахмутському напрямку росіяни провели невдалі обстріли у напрямку Оріхово-Василівки, Іванівського, Ступочок та Білої Гори. На Авдіївському та Мар'їнському напрямках безуспішні атаки велися в районі Сєвєрного, Опитного та Мар'їнки, де всі російські атаки були відбиті, завдавши втрат. Протягом доби Росія здійснила сім ракетних обстрілів, два з яких влучили в місто Умань, а також 43 авіаудари та 79 обстрілів українських позицій і населених пунктів (є жертви серед мирного населення). Українська авіація завдала 19 авіаударів по районах зосередження і два по зенітно-ракетних комплексах; артилерія знищила п'ять блокпостів, шість районів зосередження, два зенітно-ракетних комплекси і вісім артилерійських установок. Крім того, у південно-західній частині Донецька повідомлялося про присутність підрозділу «Ахмат», бійці якого займалися мародерством майна цивільного населення та знімали постановочні відео про ведення бойових дій.
Кілька газет і аналітиків повідомили, що український контрнаступ почався.
А Інститут вивчення війни (ISW) зазначив, що активність по всій Україні узгоджується з різними індикаторами того, що контрнаступальні операції тривають на всьому театрі.

Контроль над Запорізькою областю: жовтий — територія під контролем України;
синій — територія, окупована Росією, згодом звільнена Україною;
червоний — територія, окупована Росією.

### 9 червня

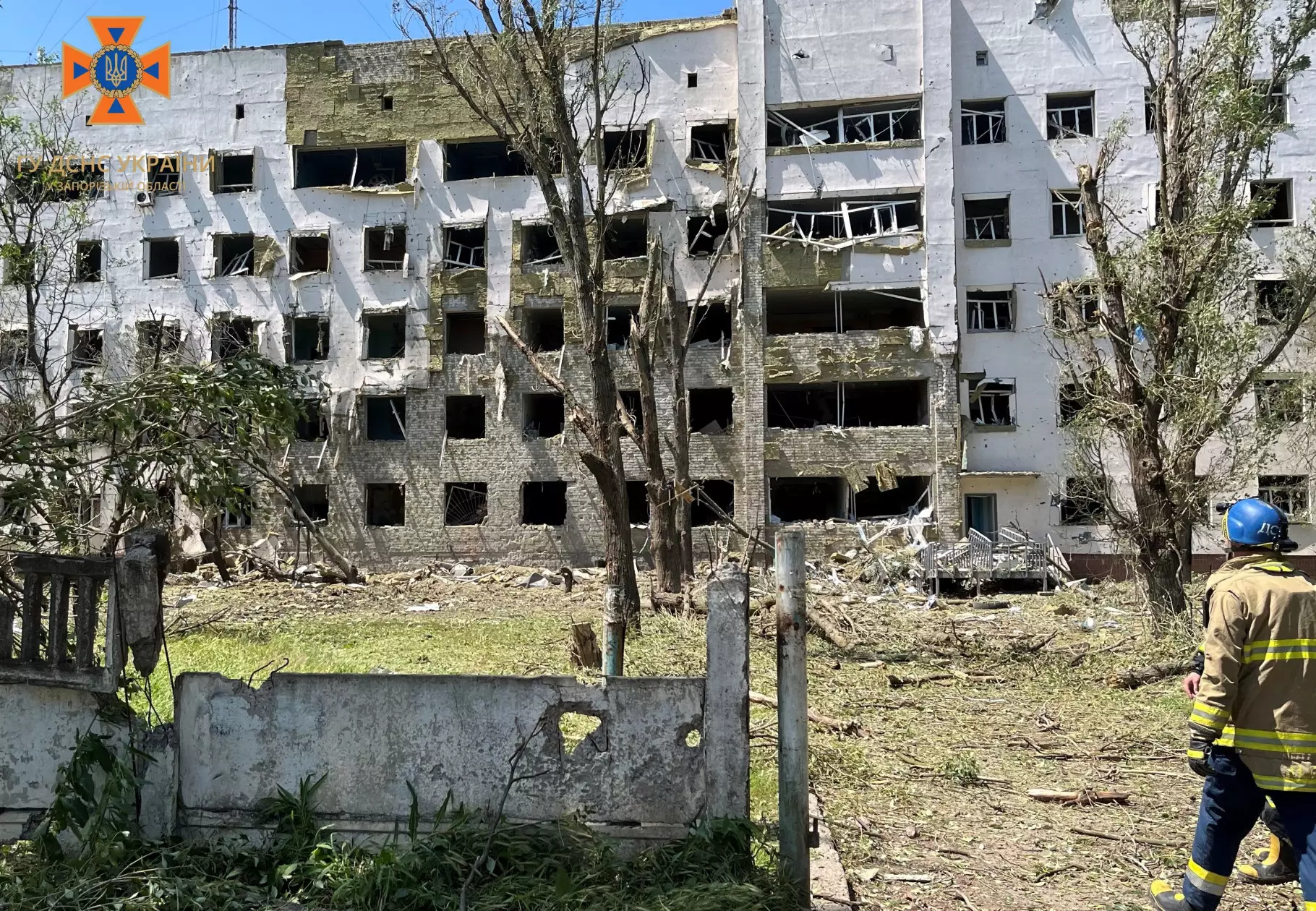
Лікарня в Гуляйполі після обстрілу

Генштаб України повідомив, що Росія зосередилася на атаках на Лиманському, Бахмутському, Авдіївському та Мар'їнському напрямках, де тривають запеклі бої і було відбито 34 атаки. На Лиманському напрямку невдалі атаки відбулися в районі Білогорівки та Веселого. На Бахмутському напрямку невдалі обстріли відбулися в районі Богданівки. На Авдіївському та Мар'їнському напрямках безуспішні обстріли відбулися в районі Сєвєрного та Мар'їнки, де всі атаки російських терористичних військ були відбиті, противник зазнав втрат. Протягом дня Росія здійснила вісім ракетних ударів, 74 авіаудари та 62 обстріли українських позицій та населених пунктів, внаслідок яких загинули та були поранені мирні жителі, зруйновані та пошкоджені об'єкти інфраструктури в Гуляйполі, Звягелі (колишній Новоград-Волинський), Очакові та Одеській області. Українські військово-повітряні сили завдали 19 авіаударів по районах зосередження і застосували два зенітно-ракетні комплекси, а артилерія обстріляла чотири блокпости, шість районів зосередження, три склади боєприпасів і п'ять артилерійських установок. Крім того, в населених пунктах Херсонської області російські терористи використовували руйнування дамби на Дніпрі у своїх цілях, зокрема, евакуацію із затоплених населених пунктів дозволяли лише людям з російськими паспортами. Крім того, цивільні особи були примусово виселені з уцілілих будинків для розміщення російських солдатів. Речник групи «Схід» Сергій Череватий повідомив, що за останню добу українські підрозділи просунулися на деяких ділянках до 1200 метрів навколо Бахмута.
Міністерство оборони Великої Британії повідомило, що протягом 48 годин у кількох секторах східної та південної України відбулися основні українські операції. Вважається, що в деяких районах українські війська досягли значного прогресу і прорвали першу лінію російської оборони, в той час як в інших їхнє просування було повільнішим. У свою чергу, деякі російські підрозділи, ймовірно, проводили маневрені оборонні операції, в той час як інші відступали безладно.
За даними ISW, українська армія продовжила наступальні дії щонайменше на чотирьох ділянках фронту, звільнивши нові райони навколо Бахмута та на заході Донецька. Сили оборони провели подальші обмежені атаки на заході Донецької області, а також здійснили просування, що має тактичне значення, поблизу кордону із Запорізькою областю. Вони також продовжували наступати на заході Запорізької області і, за повідомленнями російських джерел, досягли там поступового прогресу. Тим часом, російські та українські сили провели обмежені атаки на південь від Кремінної. Російські терористичні війська також продовжили невдалі атаки поблизу Бахмута та на лінії Авдіївка — Донецьк.

### 10 червня

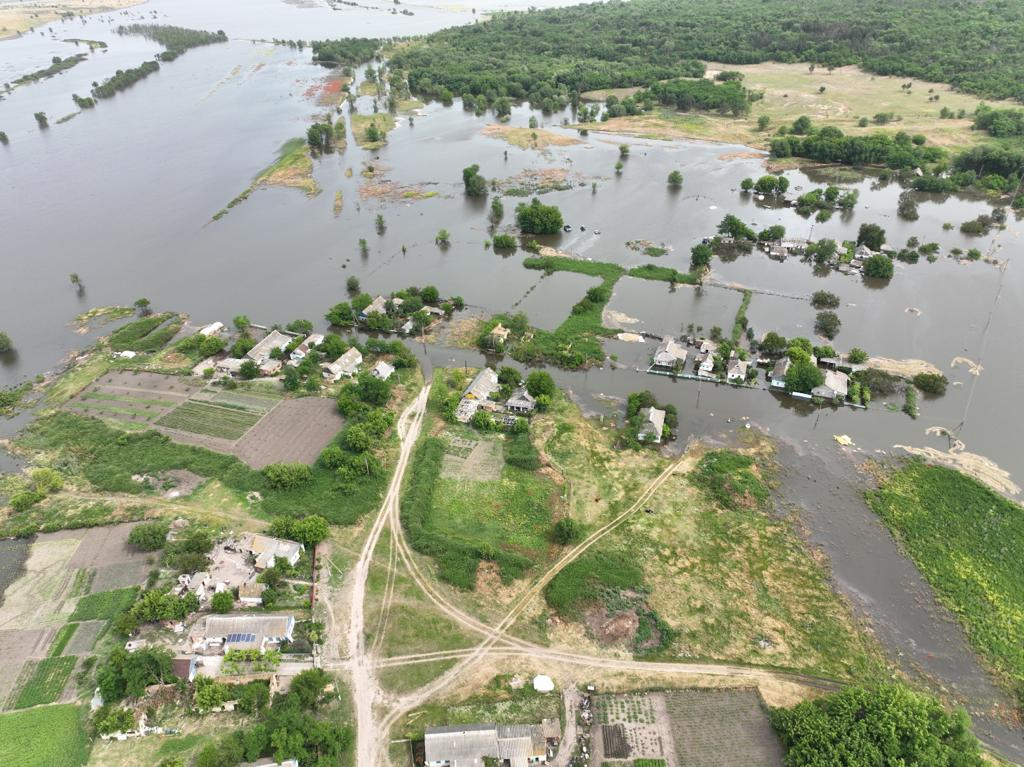
Повінь у Херсонській області після руйнування Каховської дамби.

За даними Генштабу України, російські терористичні війська атакували в напрямку Лиману, Бахмуту та Мар'їнки, де тривали важкі бої та відбито 35 атак. Невдалі обстріли велися в напрямку Лиману в районі Білогорівки. На Бахмутському напрямку російські війська безуспішно атакували біля Білої Гори. У напрямку Мар'їнки безуспішні атаки велися біля Мар'їнки, де всі російські штурми були відбиті. За останню добу російські окупанти здійснили ще одну атаку вісьмома ракетами, у тому числі чотирма «Іскандер» і 35 іранськими безпілотниками «Shahed» по військових об’єктах і критичній інфраструктурі (збито дві ракети і 20 безпілотників). Крім того, окупанти здійснили 92 авіаудари та 45 обстрілів українських позицій і населених пунктів, загинули та поранені мирні жителі, зруйнована інфраструктура. Військово-повітряні сили України завдали 16 авіаударів по пунктах зосередження та два по зенітно-ракетним комплексам, артилерія обстріляла два блокпости, п’ять районів зосередження та артилерійську частину.
Під час нічного обстрілу Одеси російські фашисти випустили дві ракети та вісім безпілотників. Українська влада повідомила, що всі об'єкти були збиті. Уламки, що падали з дрона, спалахнув житловий будинок, загинули троє людей; 27 людей, у тому числі троє дітей, отримали поранення. На Харківщині внаслідок російського теракту загинула одна людина. Двоє людей, у тому числі медсестра, загинула під час російського обстрілу лікарні в Гуляйполі.
Речник Східного угруповання Сергій Череватий повідомив, що на різних ділянках фронту українській армії вдалося просунутися до 1,4 км в районі Бахмута. Він також додав, що українські війська вели вогонь по російських окупантах і контратакували, користуючись тим, що вони проводили ротацію підрозділів у цьому районі, а російські війська атакували українські позиції з повітря та з реактивної артилерії; за 24 години було завдано 8 авіаударів і 330 влучань із систем залпового вогню. За словами Череватого, відбулося шість зіткнень, під час яких загинуло 138 військових і 236 було поранено. Під час раптового візиту прем’єр-міністра Канади Джастіна Трюдо до Києва президент Володимир Зеленський підтвердив початок українського контрнаступу. Трюдо також оголосив про 500 мільйонів канадських доларів військової допомоги Україні. За даними ISW, українські війська вели контрнаступальні дії щонайменше на чотирьох ділянках фронту. Російські джерела повідомляли про активність українських військових в околицях Білогорівки. Російські блогери повідомили про просування українських військ на північний схід і захід від Бахмута. У західній Запорізькій області сили оборони України досягли локальних успіхів під час контратак на південний захід і схід від Оріхова.

## 11-20 червня

### 11 червня
За інформацією Радіо Свобода, 68-а бригада ЗСУ заявила про встановлення контролю над населеним пунктом Благодатне Донецької області, посилаючись на опубліковане ними відео у Facebook. Село, зі свого боку, розташовується недалеко від Вугледара. Повідомляється також, що на південь від селища Велика Новосілка йдуть бої, йдеться про наступ українських сил. Слідом видання повідомляє про звільнення села Нескучне, що також розташоване під Вугледаром.
Посилаючись на заяву заступника міністра оборони України Ганни Маляр, повідомляють про взяття населеного пункту в тому самому напрямку — Макарівка.
Відбувся обмін військовополоненими. 95 українських захисників повернулися додому з полону в рамках обміну. У списку воїни ЗСУ, Нацгвардії, а також прикордонники.

### 12 червня
Військовослужбовці ЗСУ повідомляють про встановлення контролю над двома населеними пунктами на кордоні Донецької та Запорізької областей, йдеться про села Сторожеве, що знаходиться в Донецькій області та Новодарівка Запорізької.
За даними української газети The Kyiv Independent, міста Мелітополь і Токмак були атаковані українською артилерією. Заступник міністра оборони Ганна Маляр підтвердила, що за тиждень українські війська просунулися на 6,5 км, звільнивши сім сіл і звільнивши понад 90 км² території.

### 13 червня

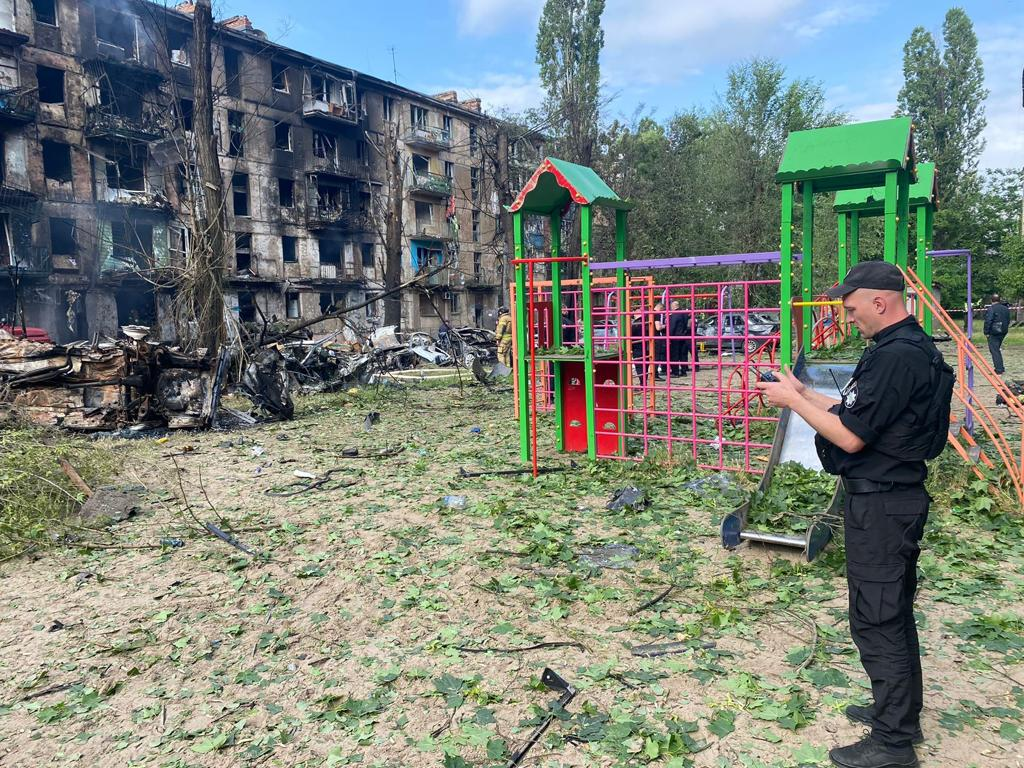
Зруйнований дім в Кривому Розі. 13.06.2023

Російська терористична армія вранці обстріляла ракетами місто Кривий Ріг, Одна з ракет влучила у житловий будинок, інша ракета влучила в склад з бутильованою водою, де загинуло 7 людей. Кількість постраждалих у Кривому Розі зросла до 36 осіб. З них 11 загиблих, 12 — у лікарні.

### 14 червня

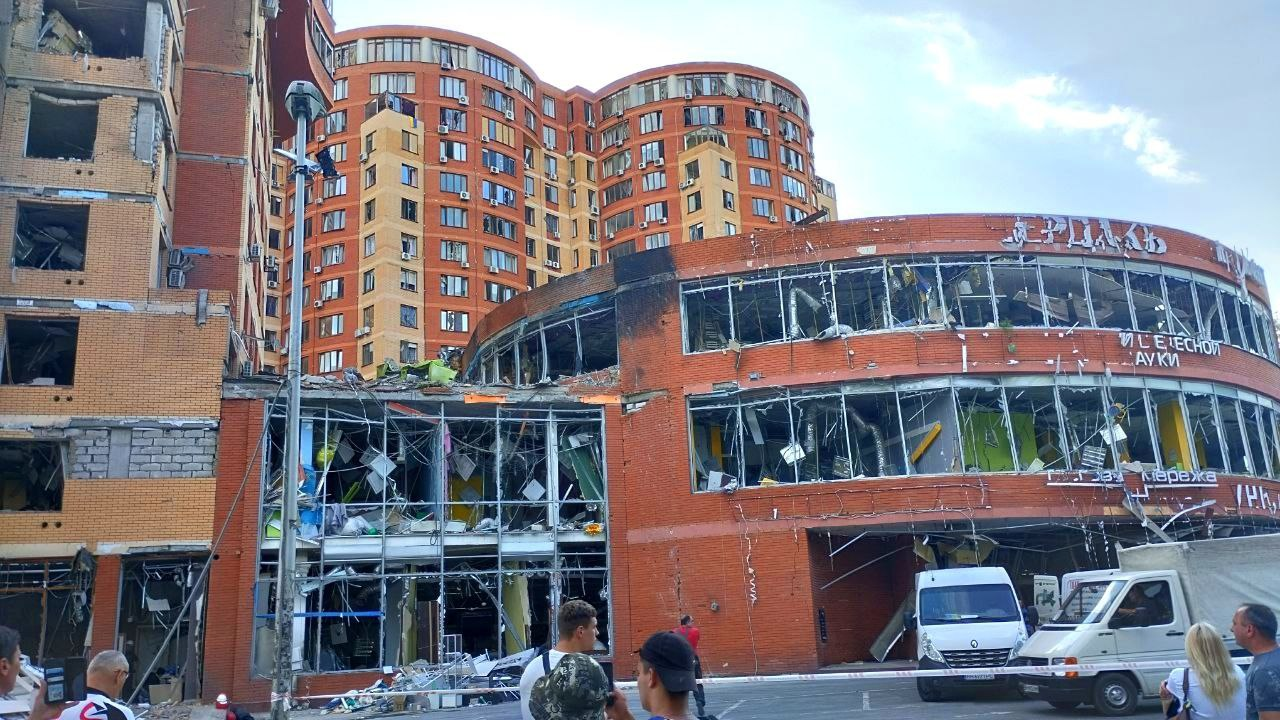
Руйнування в Одесі 14.06.2023

Російські війська близько 6 ранку випустили по Одесі 4 ракети «Калібр» з акваторії Чорного моря. 2 ракети вдалось збити засобами ППО, зафіксовано займання в районі одного з бізнесцентрів та влучання у складське приміщення торговельної мережі, 3 співробітники складу загинули, 7 отримали поранення.
Внаслідок ракетного обстрілу російськими загарбниками міста Краматорськ ракетою Х-22 повністю зруйновано п’ять житлових будинків, пошкоджено близько сотні. Двоє мирних жителів загинули і одна жінка перебуває в лікарні.
Російські війська обстріляли 17 населених пунктів Запорізької області, було завдано 80 ударів, загинула жінка.
Депутати Європейського парламенту засудили підрив окупантами дамби Каховської ГЕС та назвали це воєнним злочином Росії, який матиме наслідки.
Відбувся «суд» над 22 військовополоненими з «Азову», які захищали Маріуполь і потрапили до російського полону у травні 2022 року. Російська влада визнала «Азов» «терористичним угрупованням». Українських військовополонених у РФ звинувачують у «причетності до терористичної організації» та участі в акціях з повалення російської окупаційної влади на Донеччині.

### 15 червня
Російські війська вночі здійснили атаку крилатими ракетами та дронами-камікадзе. Ворог знову поцілив по Кривому Рогу. Відомо про руйнування на підприємствах і пораненого, побиті газопроводи та знищено шиномонтаж і автобус.
Відбулася 13 зустріч у форматі «Рамштайн». Українці почнуть тренувальні навчання на винищувачах F-16 під проводом Нідерландів та Данії. Данія, Нідерланди, Велика Британія та США оголосили про передачу Україні сотень ракет до ППО. Канада зобов'язалася виділити ще $500 млн доларів для України, в тому числі і ракети для ППО. Норвегія та Німеччина анонсували багаторічні пакети. Данія заявила про виділення пакету довгострокової військової допомоги на $2,6 мільярда. Данія та Нідерланди передадуть Україні ще 14 танків Leopard 2.

### 16 червня

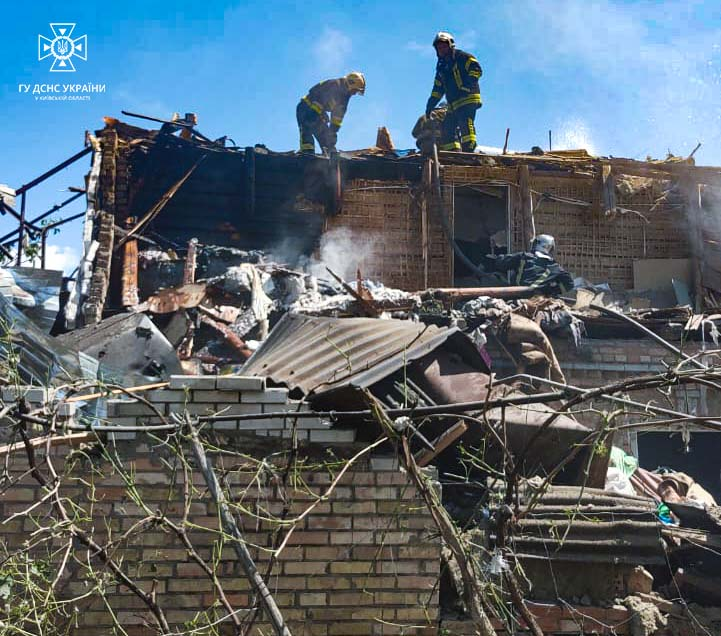
Внаслідок ракетного удару ворога і роботи ППО в одному з районів Київщини зафіксовано падіння уламків. Село Старі Петрівці, 16.06.2023

Вдень, о 11:45 росіяни здійснили атаку балістичними ракетами. Двоє мирних жителів Київської області дістали поранень унаслідок ракетної атаки, пошкоджено житлові будинки та магазин. Силам ППО вдалось знищити 6 аеробалістичних ракет «Кинджал» 6 крилатих ракет «Калібр» та 2 розвідувальних БПЛА.
В той момент, як в Київській області збивали ракети, до Києва з робочим візитом прибули представники Африканських країн. Представники Африки озвучили складові свого плану щодо закінчення війни в Україні. 
|                                | Основною складовою, яку ми привезли сюди, є те, що ця війна має бути врегульована, має бути мир через переговори дипломатичним шляхом. Ми впевнені, що, рухаючись до цього миру, тому що всі війни колись закінчуються, ми віримо, що ця війна має закінчитися якнайшвидше через перемовини й дипломатичним шляхом |
| — Президент ПАР Сиріл Рамафоса | |

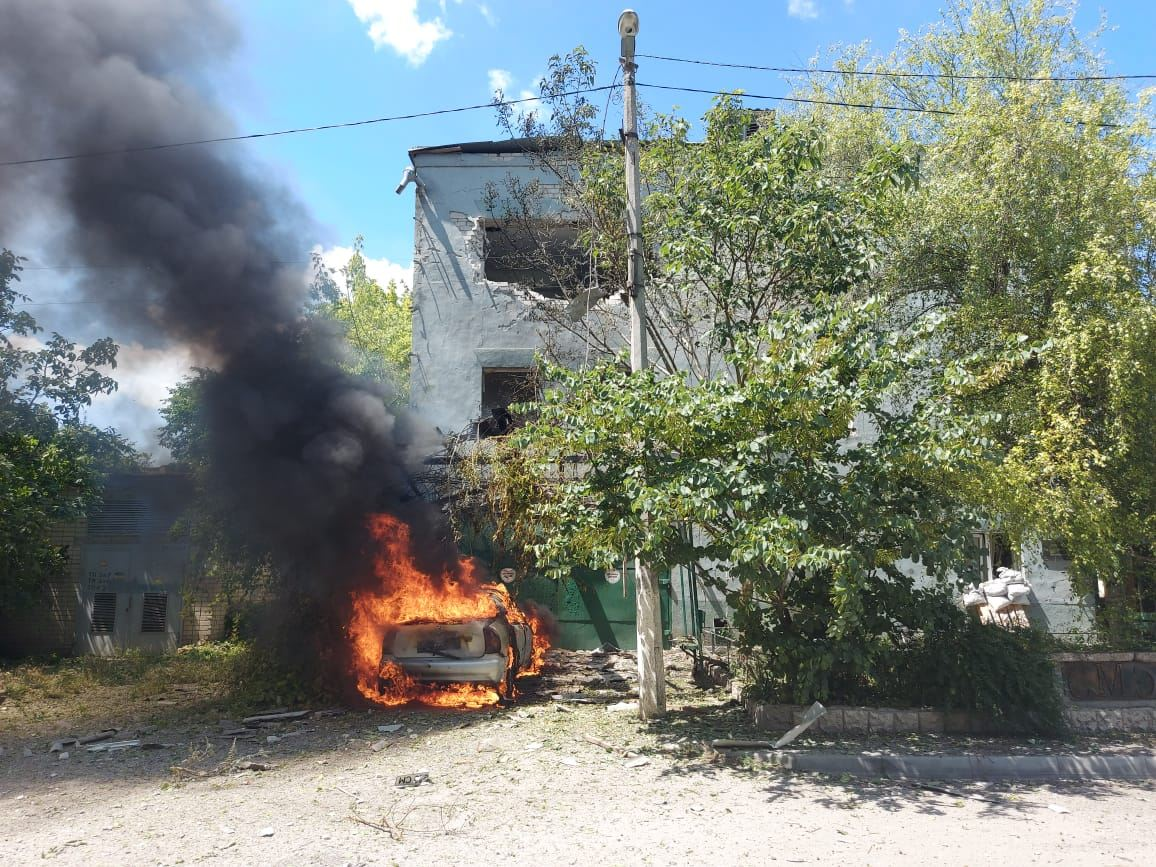
Херсон Після влучання російської ракети. 16.06.2023

Державний секретар США Ентоні Блінкен повідомив, що американська сторона уважно стежить за ситуацією щодо розгортання ядерної зброї Росії на території Білорусі.

### 17 червня
Об 10:20 з російської артилерії було здійснено обстріл Костянтинівки на Краматорщині. Через обстріл у місті пошкоджено 11 житлових будинків, гаражне приміщення, автомобіль, газопровід та електромережі. Поранення зазнала жінка та дитина.

### 18 червня
Вдень було обстріляно село Липці Харківської області, з міномета. Поранення зазнав 35-річний місцевий житель. Пошкоджено житлові будинки й автівки.
Також зафіксовані мінометні обстріли у Вовчанську Чугуївського району обстрілом пошкоджено лінію електропередач, щонайменше 2 будинки та господарчі споруди. У селі Першотравневе Ізюмського району через артилерійський обстріл російських фашистів зазнав поранення та був госпіталізований чоловік 65 років. У селі Морозова Долина Богодухівського району через ворожий обстріл сталася пожежа у лісосмузі поза межами населеного пункту. Також, як відзначив Синєгубов, у селі Токарівка Харківського району місцевий мешканець 52 років наступив на міну типу «Лепесток» — госпіталізований з пораненням середньої тяжкості.
ЗСУ продовжують наступ під Авдіївкою, українські військові мають певні успіхи біля Веселого.

### 19 червня

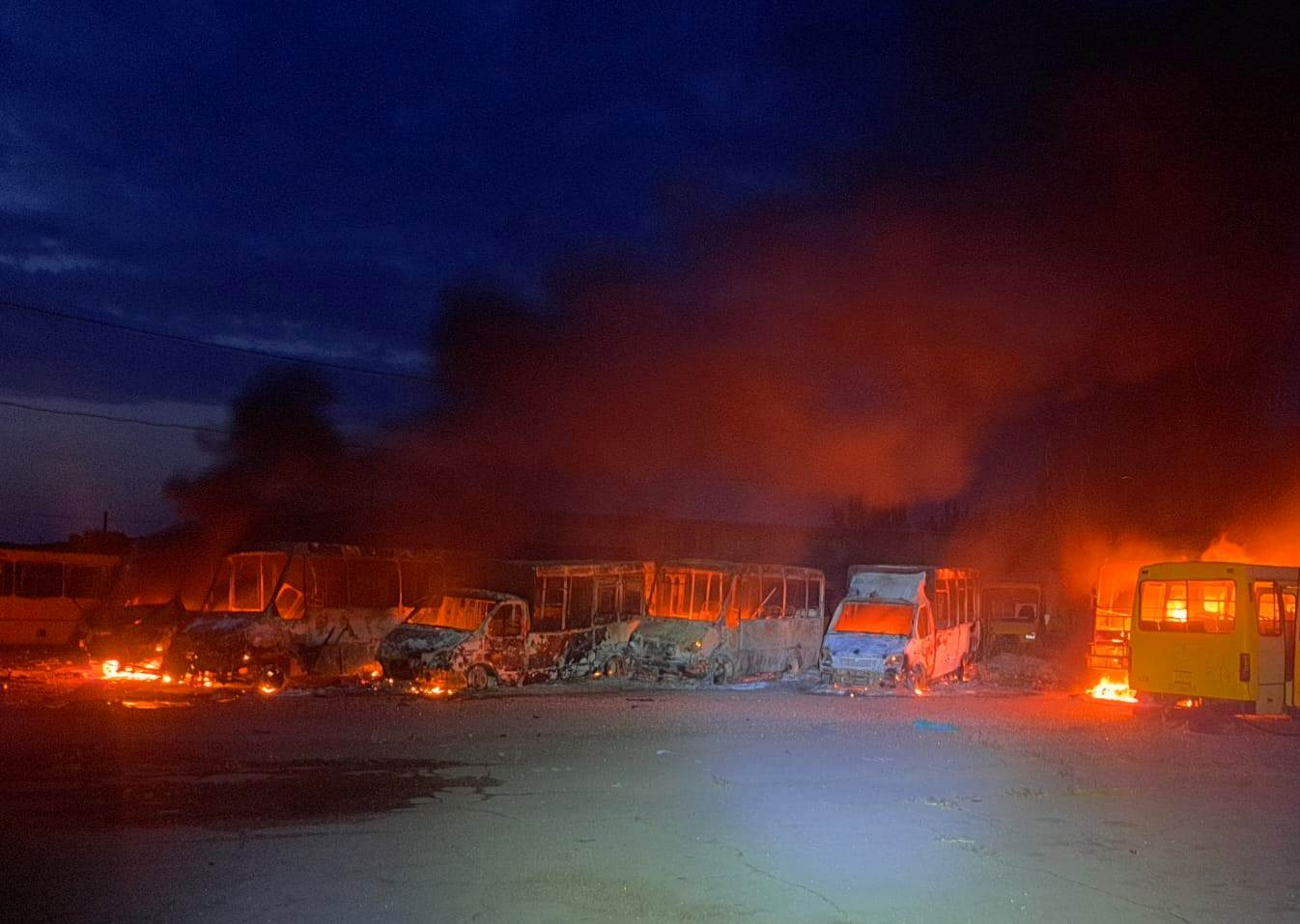
Палаючі автобуси в Херсоні після нічного російського обстрілу. 19.06.2023

О 2:15 ранку на південному та східному напрямках Україна була обстріляна чотирма крилатими ракетами «калібр» та чотирма ударними дронами іранського виробництва «Шахед-136/131». Усі цілі збила ППО.
Заступник міністра оборони України Ганна Маляр підтвердила в телеграмі, що ЗСУ звільнили село П'ятихатки на півдні Запорізької області, і додала: «На Таврійському напрямку підрозділи просунулися вглиб територій на відстань до 7 км. На півдні звільнено територію площею 113 кв. км2. Міністерство оборони Російської Федерації, у свою чергу, повідомило, що атака української армії на П'ятихатки «була відбита». Українська правда заявила, що П'ятихатки були важливим пунктом для ведення контрнаступу в напрямку села Жереб'янки і міста Василівка. Крім того, за словами Маляр, втрати російських терористів за останній тиждень склали понад 4600 вбитими і пораненими на всіх напрямках, також було знищено понад 400 одиниць техніки, включаючи вертольоти, танки, гаубиці і протиракетні комплекси.

### 20 червня
Вночі рашисти здійснили масовану атаку по Україні безпілотниками. Про влучання повідомили представники влади Львова і Запоріжжя. Загалом російські терористичні війська застосували 35 ударних дронів. 32 вдалось знищити протиповітряній обороні. Крім того, уночі окупанти завдали удару по Запоріжжю балістикою — ракетами «Іскандер-М»/С-300.
Російські терористичні війська вдень, близько 11 годин, обстріляли житлові квартали Херсона. Через обстріл загинув чоловік, Під російські обстріли потрапили цивільні об'єкти: домівки, дитсадок, освітній заклад та СТО. Окрім того, під обстріл потрапила бригада швидкої допомоги.
Україна успішно застосувала український безпілотник із дальністю ураження в 1000 кілометрів. Про це повідомила прессекретар Державного концерну Укроборонпром Наталія Сад у Facebook. Крім того, ЗСУ відправили першу партію 122-мм артилерійських снарядів, виробництво яких «Укроборонпром» налагодив за кордоном. Цей тип снаряда використовується українською артилерією при роботі з причіпними гаубицями Д-30 та САУ 2С1 «Гвоздика».
В Україні розгорнутий комплекс ПРО SAMP/T, про це повідомив Президент Франції Емманюель Макрон на відкритті салону Ле Бурже. Макрон підкреслив, що комплекс уже функціонує і «захищає ключові об'єкти та життя». Про передачу йшлось, ще в лютому, коли Італія та Франція повідомили, що готові передати комплекси SAMP/T для захисту неба над Україною. Під час візиту до столиці прем'єр-міністр Італії Джорджа Мелоні повідомила, що до пакету допомоги країні увійшли системи SAMP-T, Skyguard та Spike.
Група працівників ДСНС потрапила під російський обстріл в Херсоні близько 13:30 під час виконання завдань з ліквідації наслідків підтоплення в одному з мікрорайонів міста. Один зі співробітників загинув на місці, ще вісім отримали поранення.

## 21-30 червня

### 21 червня
Президент України Володимир Зеленський визнав, що прогрес на полі бою був «повільнішим, ніж хотілося б» з початку контрнаступу ЗСУ. Він зазначив, що наступ йде нелегко, тому що 200 тисяч квадратних кілометрів території були заміновані російськими військами. Водночас він підкреслив, що «як би далеко ми не просунулися б у контрнаступі, ми не підемо на заморожений конфлікт, тому що це війна, це безперспективний розвиток для України».
Урсула фон дер Ляєн оголосила про план фінансової підтримки України. Євросоюз покриє 45 % усіх потреб України у фінансуванні її відновлення до 2027 року.
В ООН оновили інформацію про кількість українських біженців за кордоном. Кількість біженців з України станом на 6 червня 2023 року становила 6,28 млн. Зокрема, в Європі — 5,935 млн, з яких у Німеччині — 1 млн 69,7 тис., у Польщі — 992,7 тис. Третє місце в Європі і за кількістю біженців на сьогодні посідає Чехія — 341,7 тис. Про це повідомляє Офіс ООН із прав людини (UNCHR) в оновленій статистиці.
Гендиректор Міжнародного агентства з атомної енергії Рафаель Гроссі назвав «вкрай нестабільною» ситуацію на захопленій російськими окупантами Запорізькій АЕС. У звіті МАГАТЕ зазначено, що підрив Каховської ГЕС створив додаткову небезпеку для функціонування станції.
Сили оборони України продовжують ведення наступальної операції на трьох напрямках: Мелітопольському, Бердянському і Лиманському.

### 22 червня
Російські окупанти заявили, що ЗСУ вдарили по Чонгарському мосту в Криму, рух по ньому закрито.
Із бомбардувальників Ту-22м3 з акваторії Азовського моря противник здійснив пуски трьох крилатих ракет Х-22, із МіГ-31K — трьох аеробалістичних ракет Х-47 «Кинджал». Також зафіксовано пуски чотирьох іранських «Shahid-136» — три ворожі дрони знищено протиповітряною обороною. На щастя, ракети ворога не досягли своїх цілей на Дніпропетровщині.
Російські фашисти здійснили 91 обстріл, випустивши 415 снарядів з мінометів, артилерії, «Градів», БПЛА та авіації по Херсонській області. По місту Херсон ворог випустив 26 снарядів. Ворог завдав ворожі снаряди влучили по будівлях двох заводів. через російські обстріли минулої доби поранення дістали 7 мирних жителів Херсонщини.

### 23 червня
Уночі рашисти завдали удару по Україні з літаків стратегічної авіації. Цього разу атаку спрямовано на військовий аеродром у Хмельницькій області. Пуски здійснювались близько опівночі з Каспійського моря із чотирьох бомбардувальників Ту-95мс. Усі 13 крилатих ракет Х-101/Х-555 було знищено протиповітряною обороною, більшість на Хмельниччині. Крім того, ППО знищила розвідувальний БпЛА не встановленого типу. Внаслідок падіння уламків збитих під час ворожої нічної атаки ракет виникла пожежа у будівлі.
Рада Європейського Союзу затвердила сьогодні 11-й пакет економічних та індивідуальних обмежувальних заходів, спрямованих на посилення наявних санкцій ЄС проти Російської Федерації і припинення їх обходу.
Нові обмеження спрямовані на запобігання обходу санкцій. До списку додатково внесли 87 компаній, серед яких компанії третіх країн, причетних до продажу безпілотників з Ірану. Також цей пакет санкцій посилює обмеження на експорт у РФ автомобілів, заборонений експорт пневматичної та газової зброї. До портів Євросоюзу не можна буде заходити судам, які порушили правила нафтового ембарго або відключили систему геолокації.
По території Запорізької області російськими терористами за добу було застосовано 14 крилатих ракети Х-101/Х-555, 3 дрони «Shahed 136», та 4 зенітні керовані ракети із С-300. Силами та засобами протиповітряної оборони 14 ракет та 2 дрони було знищено. Також було знищено російський ударний вертоліт Ка-52 та 7 розвідувальних БпЛА.

Вночі о 21:10 в телеграм каналах ПВК «Вагнер» було розміщено відео, на якому військових було атаковано ракетним обстрілом Міноборони РФ
Погибло огромное количество наших бойцов. Мы примем решение как ответить. Следующий шаг за нами, — Євген Пригожин. 
Після звернення голови ПВК в Росії почали відбуватися заходи антитерористичного характеру.
Відбулася передача тіл військовослужбовців, які віддали свої життя за Україну. Вдалося повернути рідним тіла 51 захисника.

### 24 червня

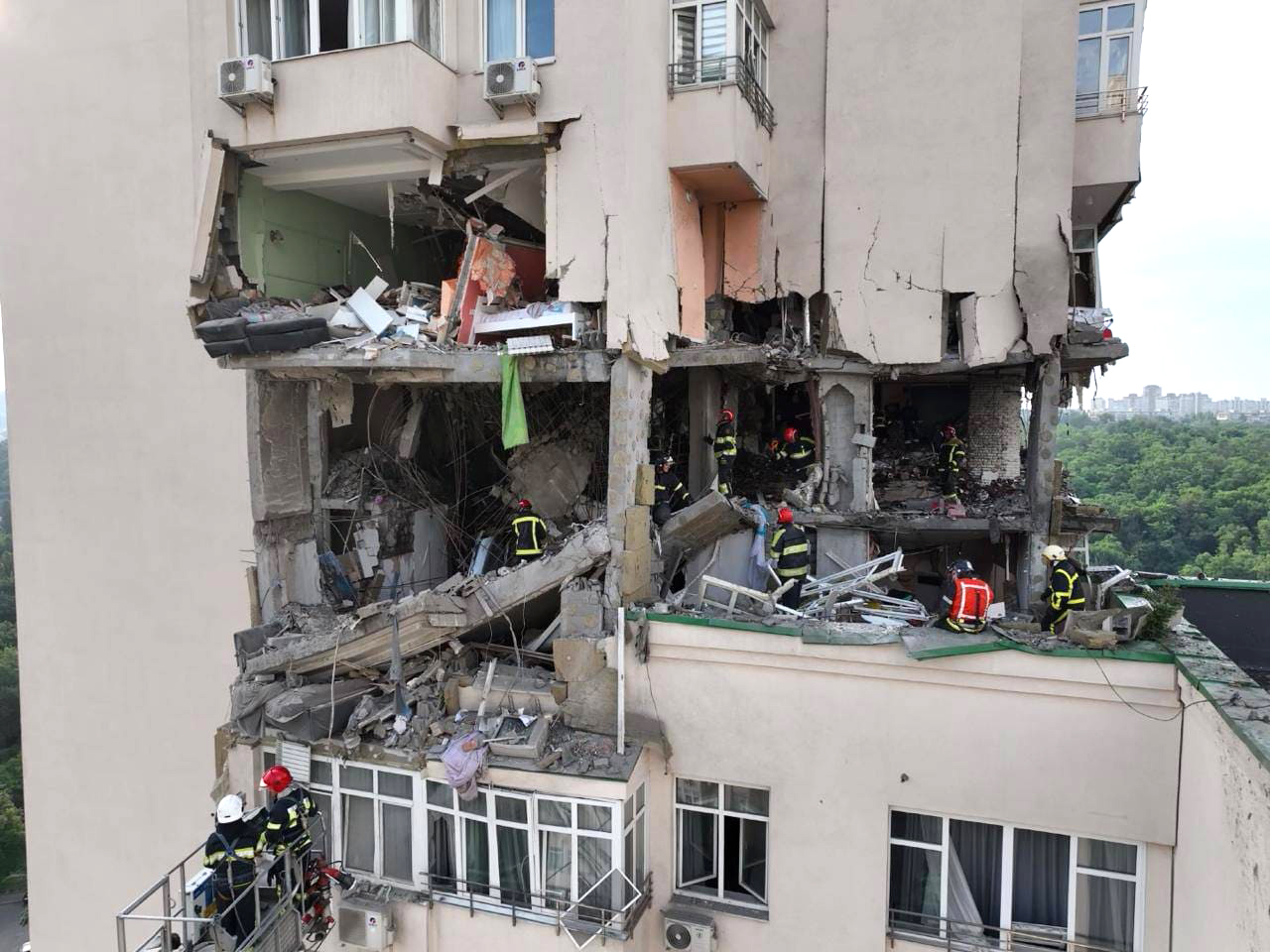
25-поверховий будинок у Києві, пошкоджений уламками ракети. 24.06.2023

Вночі рашисти завдали масованого ракетного удару. У Повітряних силах України повідомили, що окупанти атакували територію України 40 ракетами, які запустили з Каспію.
Також під час нічної атаки залучили бомбардувальники Ту-22м3 — вони атакували Україну з трьох напрямків. Ігнат Юрій Робертович повідомив, що вони здійснювали пуски ракет з Півночі, Сходу та Півдня. З цих бомбардувальників росіяни випустили 9 ракет Х-22. Ігнат акцентував, що ракети Х-22, на жаль, сили та засоби ППО не можуть збивати. Він пояснив, що ця ракета хоч і є крилатою, проте летить — балістичною траєкторією.
Внаслідок падіння уламків збитої ракети влучили в 25-поверховий будинок у Солом’янському районі, Києва. Вони пошкодили будівельні констукції на 16, 17, 18 і 19 поверхах, спричинивши окремі загоряння. 5 людини загинуло, 11 зазнали травмування.
Ракетна атака також була по Харкову. одна з ракет С-300 влучила у Холодногірському районі. На місці влучання — вирва діаметром 17 метрів, пошкоджені легкові автомобілі, зафіксовані руйнування приватних будівель.
Також зафіксоване ракетне влучання в Дніпрі. Поранення дістали 11 людей в тому числі діти. Чотири людини в край тяжкому стані. Вщент знищені 4 приватні будинки. Ще 25 — пошкоджені. Побиті 5 господарських споруд. Понівечені майже два десятки авто та газогін.

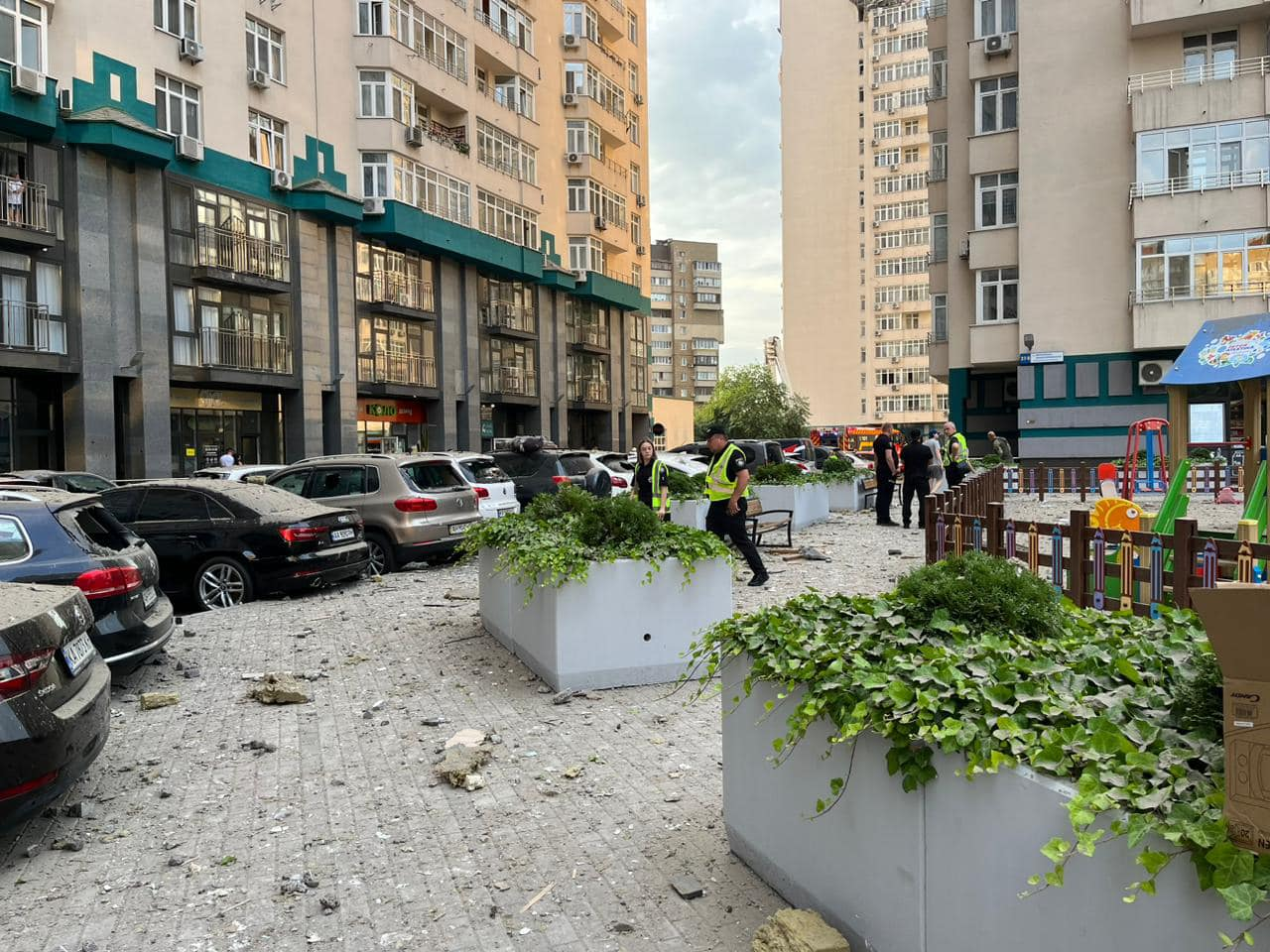
Пошкоджені автомобілі під будинком після влучання. 24.06.2023

Російські терористичні війська й надалі зосереджують основні зусилля на Лиманському, Авдіївському та Мар'їнському напрямках — протягом доби відбулося 29 бойових зіткнень. На Куп'янському напрямку російські окупанти проводили наступальні дії у напрямку Берестового, успіху не мали. На Лиманському напрямку окупанти здійснили безуспішні наступальні дії у напрямку Веселого. На Бахмутському напрямку противник вів безуспішні наступальні дії у районі Іванівського Донецької області. На Мар'їнському напрямку ворог проводив наступальні дії у районі Мар'їнки.

### 25 червня
Вночі російські окупанти атакували передмістя Запоріжжя. Влучання зафіксовано на відкритих територіях, у тому числі в одне з місцевих підприємств. Люди не постраждали. Пошкоджено припарковані вантажівки та споруди поруч.
На Волноваському напрямку внаслідок російського обстрілу загинула одна людина у Вугледарі. Також окупанти обстріляли з артилерії Велику Новосілку. На Горлівському напрямку через ворожі обстріли поранено 2 людей у Торецьку, також у місті пошкоджено 2 торгівельні об'єкти та житловий будинок. Окрім цього в громаді пошкоджено 5 будинків у Щербинівці.

### 26 червня
Повітряні сили України повідомили про знищення вночі над Україною 2 з 3 ракет «калібр» і 7 з 8 БПЛА «Shahed 136/131», запущених зі східного узбережжя Азовського моря.
Вранці російські загарбники вдарили по житлових кварталах Херсона та Антонівки. Горіли житлові будинки, пошкоджено водопровід, газопровід та об'єкт критичної інфраструктури.
Українські Збройні Сили повернули під контроль село Рівнопіль у Донецькій області.
Російська армія за добу здійснила 55 обстрілів Херсонської області. По місту Херсон ворог випустив 14 снарядів.  2 людини дістали поранення зазначив голова Херсонської обласної військової адміністрації Олександр Прокудін.
Президент України Володимир Зеленський відвідав передові позиції українських військ на Бердянському напрямку. Зеленський подякував бійцям за те, що вони захищають Україну, борються за нашу незалежність і свободу.
За даними ISW, українські сили продовжили контрнаступ і просунулися вперед щонайменше на двох ділянках фронту. Тим часом, російські війська розпочали обмежені атаки на північний захід від Сватового та на південь від Кремінної, а також вздовж лінії Авдіївка — Донецьк. Українські та російські війська продовжували атаки навколо Бахмута, де, ймовірно, українці могли просунутися вперед. Українські та російські війська також продовжували перестрілки на кордоні Донецької та Запорізької областей; українські війська просунулися вперед у цьому регіоні. Російські джерела повідомили, що ЗСУ продовжували обмежені атаки на заході Запорізької області. Крім того, українські війська утримували позиції біля Антонівського мосту на східному березі Херсонської області.

### 27 червня

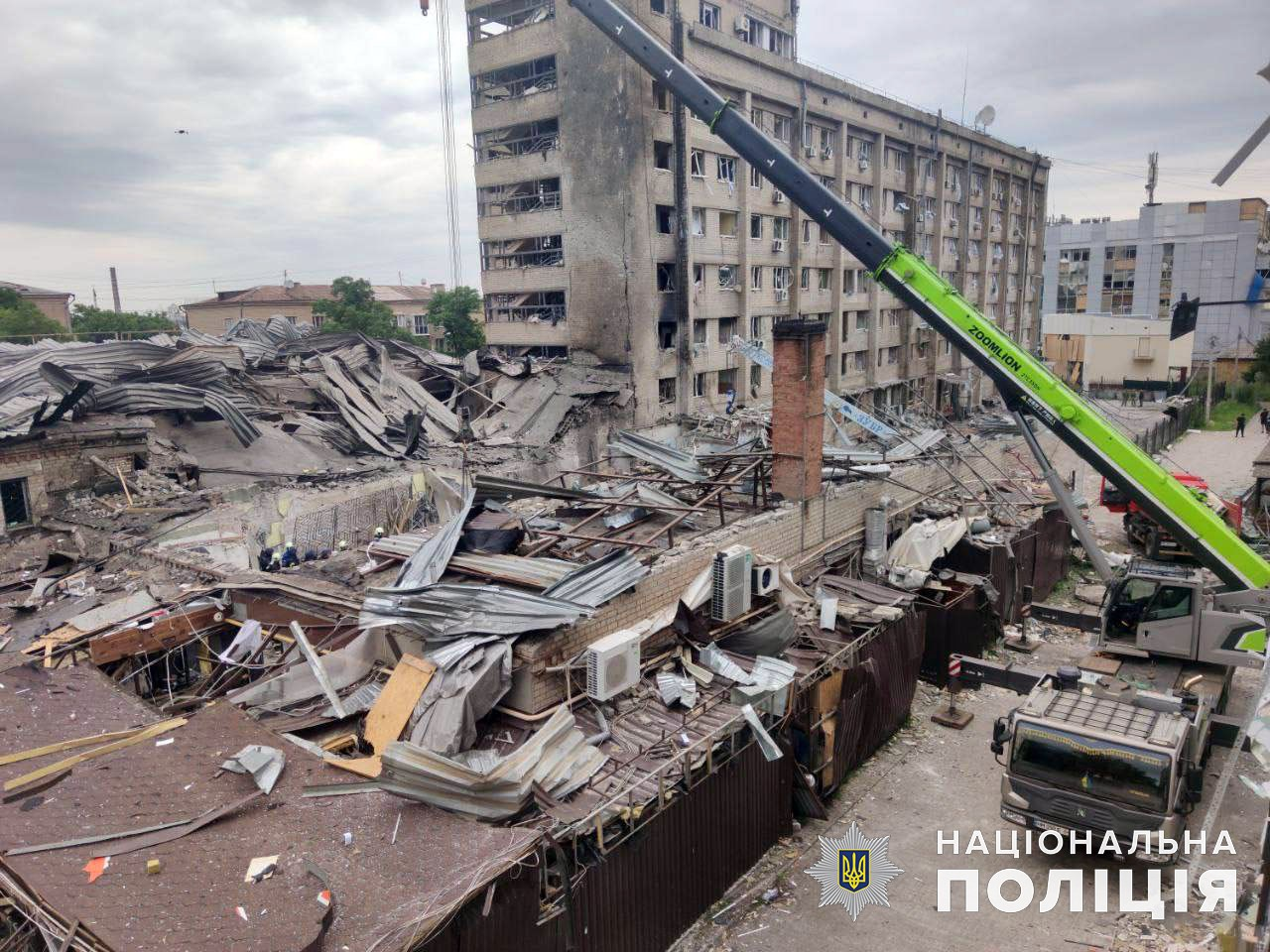
Наслідки ракетного удару по Краматорську

Вдень під вогнем російської артилерії були житлові райони міста Херсон. Поранення отримала жінка та 36-річний чоловік.
Російські війська декілька разів намагалися повернути позиції біля села Рівнопіль.
Російські окупанти обстрілювали прифронтові та прикордонні населені пункти в Богодухівському, Харківському та Куп'янському районах області. Унаслідок обстрілів масштабних руйнувань не зафіксовано.
Приблизно о 19:29 рашисти поцілили ракетами «Іскандер» по кафе «RIA» в центрі міста Краматорськ, ще одна ракета була випущена по мікрорайону Біленьке, там теж є руйнування приватних будинків. 13 людей загинуло, близько 60 осіб зазнали поранення.
США оголосили про надання 41 пакету військової допомоги для України на 500 млн. долларів. Як зазначається, пакет допомоги включає:
- додаткові боєприпаси для систем ППО Patriot;
- системи ППО HAWK і ракети;
- 105-мм і 203-мм артилерійські снаряди;
- Безпілотні авіаційні системи Puma;
- боєприпаси для ракетних систем з лазерним наведенням;
- підтримка заходів з навчання, технічного обслуговування та підтримки.

Уряд Австралії надасть Україні новий пакет допомоги на суму 73,5 млн доларів США. Він включає військовий транспорт, зокрема — бронемашини M113, повідомив прем’єр-міністр Австралії Ентоні Албаніз. Він передбачає 70 військових автівок, 28 броньованих машин M113, 14 машин спеціального призначення, 28 середніх вантажівок MAN 40M та 14 причепів.

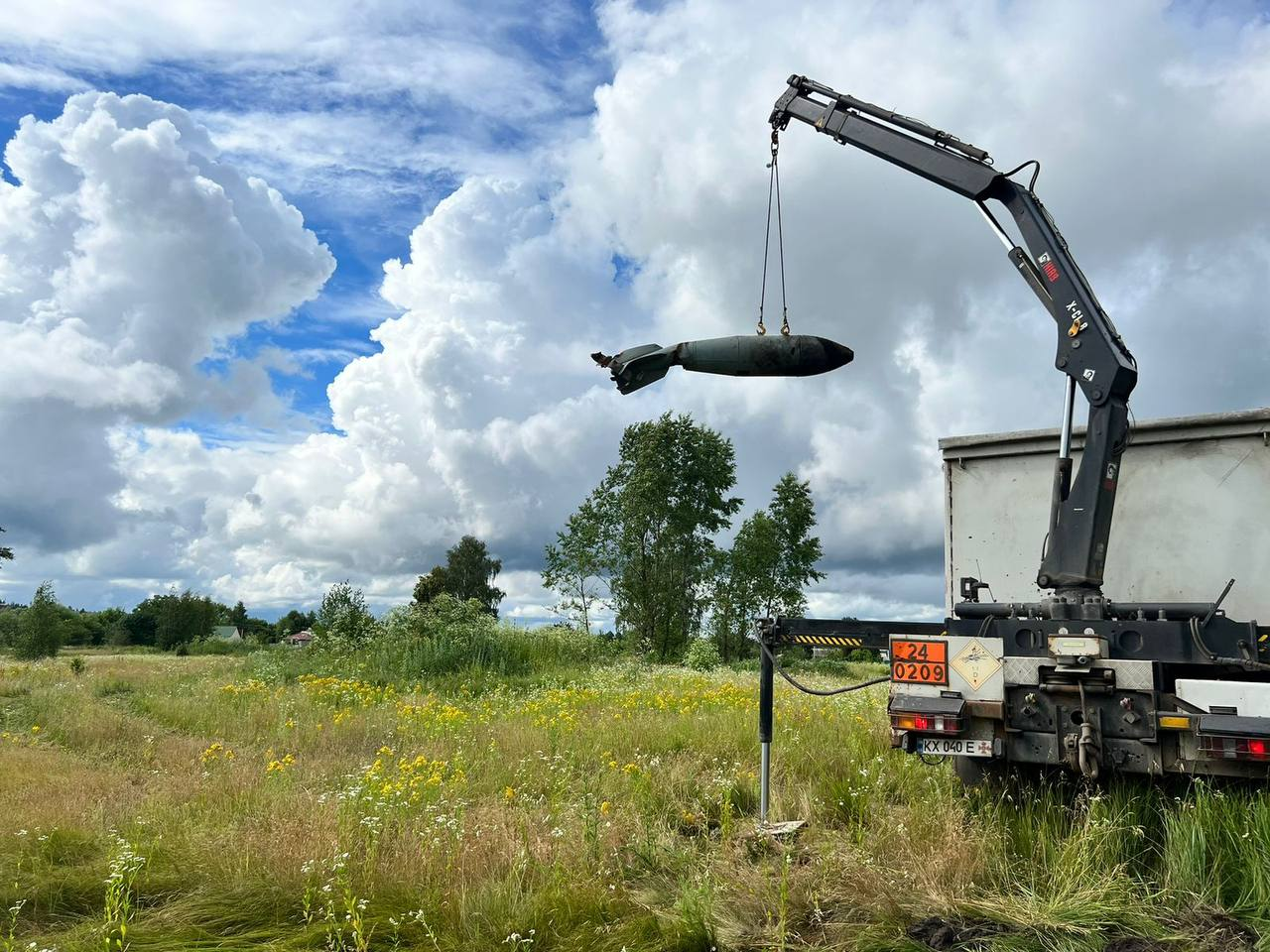
Вивезення авіабомби ФАБ-500 у Вовчанську (Харківська область)

### 28 червня
The Moscow Times повідомило, що генерала Сергія Суровікіна, командувача об'єднаного угруповання російських військ в Україні, заарештували і помістили до в'язниці Лефортово в Москві за звинуваченням у підтримці повстання ПВК «Вагнера». Офіційних підтверджень арешту Сергія Суровікіна немає.
28-а окрема механізована бригада опублікувала кадри, на яких встановлює прапор України на греблі каналу Сіверський Донець — Донбас на захід від Курдюмівки.
Українські війська зайняли нові позиції вздовж лінії Рівнопіль — Старомайорське і просунулися в напрямку Приютного (15 км на північний захід від Великої Новосілки).

### 29 червня
Російські терористичні війська вранці завдали удару по Білозерці Херсонської області. Внаслідок обстрілу одна людина загинула.
Російська окупаційна армія, накрила вогнем житлові квартали Херсона. Під обстріл потрапили житлові будинки, автомобіль, а також два об'єкти соціальної інфраструктури — медична установа та школа, в якій було розміщено «пункт незламності». Постраждали двоє мирних мешканців Херсонька область за день була обстріляна 72 рази.Через російську агресію 3 людини загинули, 4 — дістали поранення..
До Києва з робочим візитом прибув Майк Пенс, який балотується від республіканців на виборах президента США в 2024 році.
|             | Свобода перемагає в Україні, і сьогодні, як ніколи, нам потрібно зберігати віру в мужніх борців тут, в Україні, які відстоюють свободу й дають відсіч російській агресії |
| — Майк Пенс | |

Пенс побував у Бучі, Ірпені й Мощуні Київської області, які постраждали від російської окупації. Пенс оглянув пошкоджені будинки, зустрівся з місцевими жителями й поклав квіти до меморіалів загиблим у війні.

### 30 червня

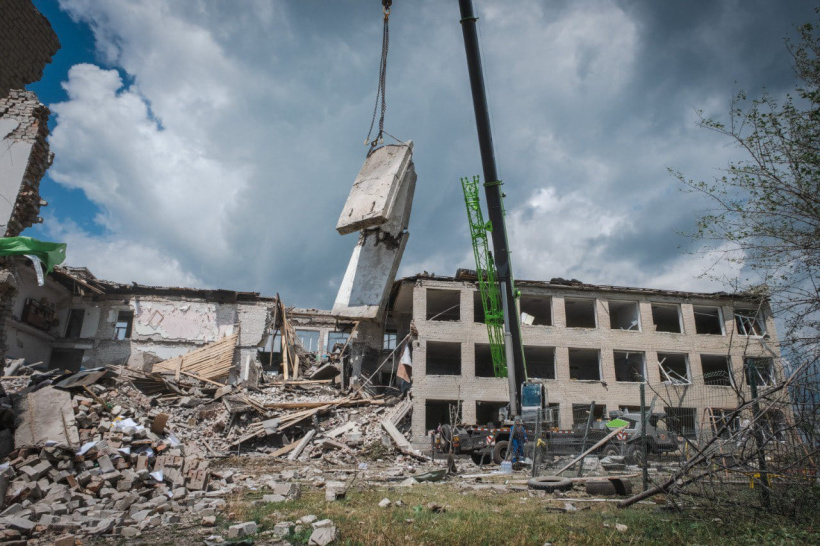
Школа в Сергіївці (Краматорщина) після російського ракетного удару 30 червня. Загинули вчителька і бухгалтер.

Вночі рашисти атакували Україну дронами-камікадзе «Shahed-136» та ракетами комплексу С-300, зафіксовано 7 прильотів у Запорізькій області. Військові заявляють, що окупанти атакували з південно-східного напрямку — запустили 13 БПЛА «Shahed-136» із Приморсько-Ахтарська (східне узбережжя Азовського моря), а також чотири ракети з комплексу С-300. Українська протиповітряна оборона знищила 10 із 13 ударних дронів. Внаслідок збиття БпЛА є руйнування будівель.
Сили оборони України успішно вдарили по штабу окупантів та складу паливно-мастильних матеріалів у передмісті тимчасово окупованого Бердянська Запорізької області.
Збройні сили України перехопили стратегічну ініціативу та просуваються поблизу Бахмута Донецької області, щодо півдня України, то там Сили оборони України просуваються з «різним успіхом». заявила заступниця міністра оборони України Ганна Маляр.

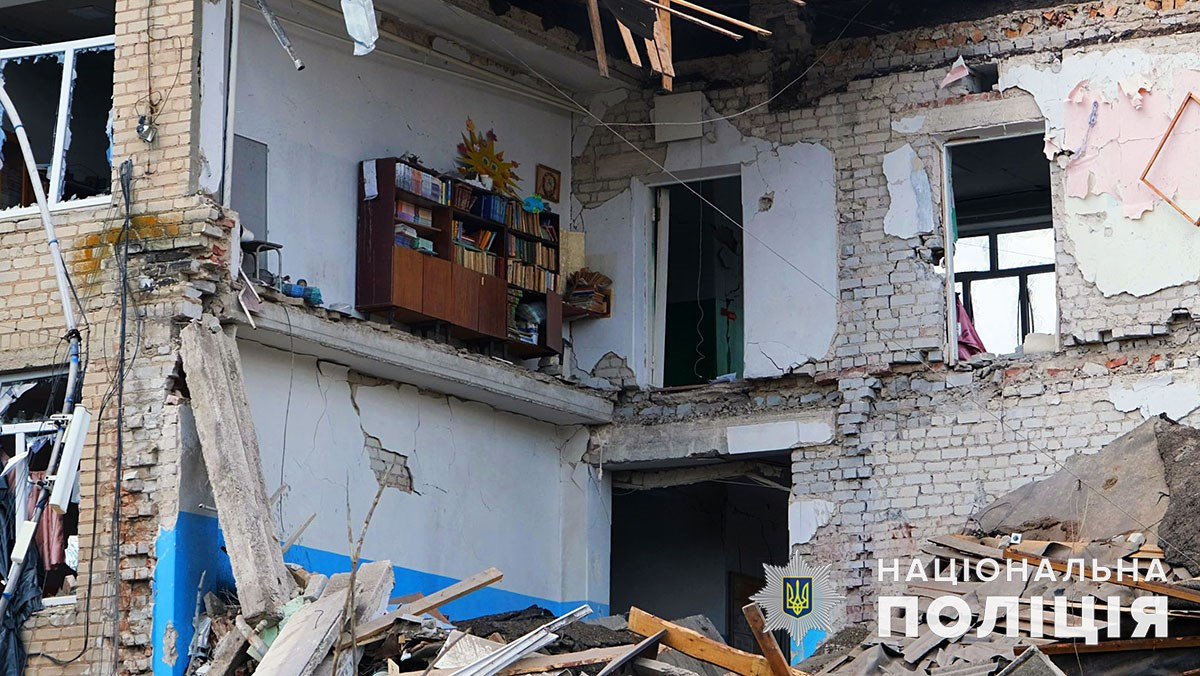
Зруйнована школа в Сергіївці, 30.06.2023

За останніми даними російський окупаційний контингент поступово залишає територію Запорізької атомної електростанції. Одними з перших зі станції поїхали троє співробітників «Росатому», які керували діями російських військ. Також рекомендації евакуюватися отримали українські співробітники, які підписали контракт з «Росатомом».
Російські терористичні війська і надалі зосереджували основні зусилля на Лиманському, Бахмутському та Мар’їнському напрямках, тривають важкі бої. Протягом доби відбулось 22 бойових зіткнення. На Волинському та Поліському напрямках оперативна обстановка без суттєвих змін. На Сіверському та Слобожанському напрямках російські терористи здійснили мінометні та артилерійські обстріли близько 15 населених пунктів. Зокрема, під вогонь потрапили Красні Лози, Грем’яч, Богданове Чернігівської області; Волфине, Костянтинівка, Басівка Сумської області та Гатище, Огірцеве і Дворічанське на Харківщині.
На Куп’янському напрямку рашисти здійснили безуспішні наступальні дії в напрямку Новоселівського Луганської області. Окупанти здійснили авіаційні удари в районах Кислівки, Котлярівки та Берестового. Артилерійських і мінометних обстрілів противника зазнали Путникове, Фиголівка, Дворічна, Масютівка, Куп’янськ і Кислівка Харківської області.
Про події наступного місяця — див. у статті Хронологія російського вторгнення в Україну (липень 2023).